# Dobreanî, Horodok
Dobreanî (în ucraineană Добряни) este localitatea de reședință a comunei Dobreanî din raionul Horodok, regiunea Liov, Ucraina.

## Demografie
Componența lingvistică a localității Dobreanî
     Ucraineană (100%)
Conform recensământului din 2001, toată populația localității Dobreanî era vorbitoare de ucraineană (100%).